# 슈마디야구

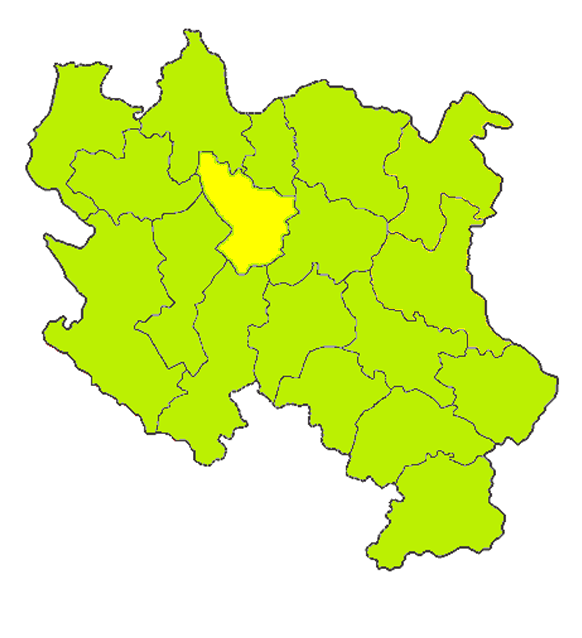
슈마디야 구의 위치

슈마디야구(세르비아어: Шумадијски округ, Šumadijski okrug)는 세르비아 중부에 위치한 구로 행정 중심지는 크라구예바츠이며 면적은 2,387km2, 인구는 298,778명(2002년 인구 조사 기준), 인구 밀도는 125.2명/km2이다. 구 이름은 세르비아의 지리적인 지역 가운데 하나인 슈마디야(Šumadija)에서 유래된 이름인데 이는 세르비아어로 "숲"을 뜻하는 단어인 "슈마"(Šuma)에서 파생된 이름이다.

## 지방 자치체
6개 지방 자치체와 1개 시, 5개 군, 169개 마을을 관할하며 크라구예바츠 시는 5개 도시구로 나뉜다.
- 아란젤로바츠 (Aranđelovac)
- 토폴라 (Topola)
- 라차 (Rača)
- 바토치나 (Batočina)
- 크니치 (Knić)
- 라포보 (Lapovo)

다음은 크라구예바츠 시를 구성하는 5개 도시구이다.
- 아에로드롬 (Aerodrom)
- 피바라 (Pivara)
- 스타노보 (Stanovo)
- 스타리그라드 (Stari Grad)
- 스트라가리 (Stragari)

## 인구
인구와 민족 분포는 2002년 인구 조사를 기준으로 한다.
- 세르비아인: 291,005명
- 로마인: 1,606명

| 연도  | 인구    | ±% p.a. |
| ----- | ------- | ------- |
| 1948  | 216,533 | —       |
| 1953  | 227,929 | +1.03%  |
| 1961  | 241,047 | +0.70%  |
| 1971  | 264,344 | +0.93%  |
| 1981  | 301,354 | +1.32%  |
| 1991  | 312,160 | +0.35%  |
| 2002  | 298,778 | −0.40%  |
| 2011  | 293,308 | −0.21%  |
| 출처: |         |         |

## 같이 보기
- 세르비아의 행정 구역